# Кольцевое крыло

Схема замкнутого крыла и оперения

Кольцевое (овальное) крыло (также замкнутый контур крыла) — разновидность аэродинамической схемы крыла, конструкция которого имеет кольцевидную форму при виде спереди. По аэродинамическим характеристикам самолёт с кольцевым (замкнутым) крылом отличается от традиционных машин с плоскими или закруглёнными крыльями.

## История

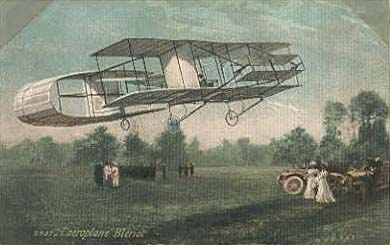
«Блерио IV» с овальным задним оперением, но с крыльями типа биплан

Первым в истории авиастроения самолётом с замкнутым контуром крыла стал самолёт «Блерио III», сконструированный в 1906 году и ни разу не поднявшийся в воздух. Конструкторы самолёта Луи Блерио и Габриель Вуазен соединили полукружьями окончания крыльев обычного биплана и такую же конструкцию установили в качестве хвостового оперения. Гидроплан «Блерио III» никогда не отрывался от воды самостоятельно. Аппарат только буксировали как воздушного змея. Причина неудачи была в тяжёлом хвостовом оперении и низкой подъёмной силе из-за неверно выбранного контура крыла. В конструкцию были внесены изменения — переднее кольцевое крыло было заменено на обычное для биплана, добавлен второй двигатель и заменены пропеллеры на толкающие. Модификация получила название «Блерио IV». Самолёт, однако, всё равно не взлетал, лишь несколько раз отрывался от земли, при этом одна из посадок привела к поломке двигателя.
В 1909 году французским инженером Живоданом был построен аэроплан с двумя замкнутыми в кольцо крыльями. В ходе испытаний аэроплан так и не поднялся в воздух. Однако в 1980-х годах французский авиамоделист Эммануэль Филлон сделал модель аэроплана, которая смогла летать. Таким образом, с точки зрения аэродинамики аэроплан представлял вполне способную к полёту конструкцию. Скорее всего, оригинальной конструкции не хватило удельной мощности для полёта.
В 1936 году студент МАИ Суханов предложил проект истребителя с кольцевым крылом, но из-за начавшейся Великой Отечественной войны проект не был реализован.
В 1944 году в нацистской Германии разрабатывался проект перехватчика вертикального взлёта и посадки Heinkel He «Lerche» (нем. Lerche — жаворонок), так и не воплотившийся в металле. После Второй мировой войны в разных странах были попытки создать кольцеплан вертикального взлёта. (одним из них был Snecma C-450).
В 2004 году в Белоруссии группой энтузиастов был построен самолёт OW-1. Для взлёта ему требовался разбег не больше 150 м. При этом он был нечувствителен к боковым порывам ветра скоростью до 13 м/с. Отношение полезной нагрузки к общей массе самолёта составляло 0,45. После ряда успешных полётов самолёт больше не летал. Разработка более совершенной модели была свёрнута из-за отсутствия финансирования.
В 2011 году в Финляндии был представлен одноместный углепластиковый гидросамолёт с кольцевым крылом «FlyNano Nano». Вес пустого самолёта составляет 70 кг. Самолёт оснащён электрическим двигателем мощностью 32 кВт. Длина самолёта 3,8 м, размах крыла — 4,8 м.
Кольцевое крыло применено в китайском БПЛА «Xianglong» (2000-е) и российском ТВС-2ДТС (Перспективный лёгкий многоцелевой самолёт, 2010-е).

## Аэродинамические характеристики
В типе кольцевого крыла, в котором концы консолей соединяются верх с верхом, низ с низом и отсутствуют законцовки, чем снижена интенсивность концевых вихревых жгутов, то снижается индуктивное сопротивление. Кроме того, такое крыло создаёт дополнительную подъёмную силу ввиду того, что поток воздуха, проходя сквозь замкнутый контур, направляется вниз. Этот эффект проявляется тем сильнее, чем больше угол атаки крыла. Срыв потока происходит, когда воздушная струя при увеличении угла атаки перестаёт плавно обтекать верхнюю поверхность крыла и отрывается от неё с образованием вихрей. При этом подъёмная сила на крыле тут же пропадает, и аппарат теряет контроль. Овальное крыло допускает большой (до 50°) угол атаки крыла. Способность летать на больших углах атаки позволяет аппарату летать на малых скоростях без использования закрылков; у самолётов с кольцевым (овальным) крылом отсутствует механизация крыла. 
Замкнутый контур придаёт крылу дополнительную прочность.

## Недостатки
Крылу замкнутой схемы присущи и определённые недостатки. С аэродинамической точки зрения это, во-первых, рост сопротивления трения за счёт не создающих подъёмную силу законцовок. Во-вторых, это взаимное влияние крыльев друг на друга, которое при определённом их взаимном размещении может вызвать ухудшение лётных характеристик: например аэродинамическое затенение заднего крыла передним на больших углах атаки, при размещении переднего крыла снизу.
Также крылу замкнутой схемы присущи бо́льшие потери на балансировку, чем классической схеме в силу меньшего плеча (в случае использования балансировочной схемы «тандем»). С прочностной точки зрения это, во-первых, статическая неопределённость системы, которая тянет за собой значительное усложнение прочностного расчёта. Во-вторых, вопрос потери устойчивости верхнего крыла под нагрузкой от нижнего крыла — что требует дополнительно упрочнять его.

## Галерея

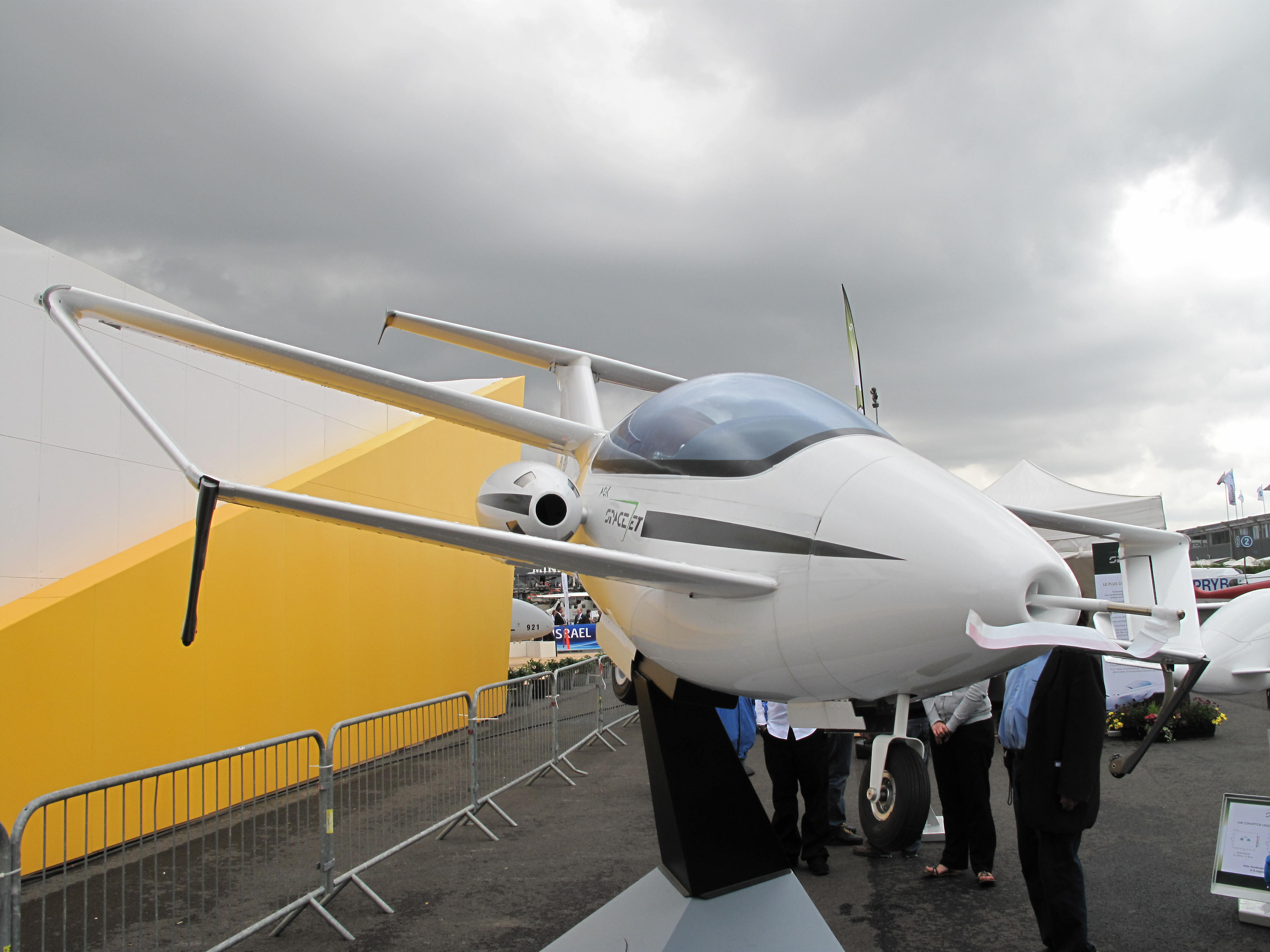
AOK Spacejet на Paris Air Show 2013
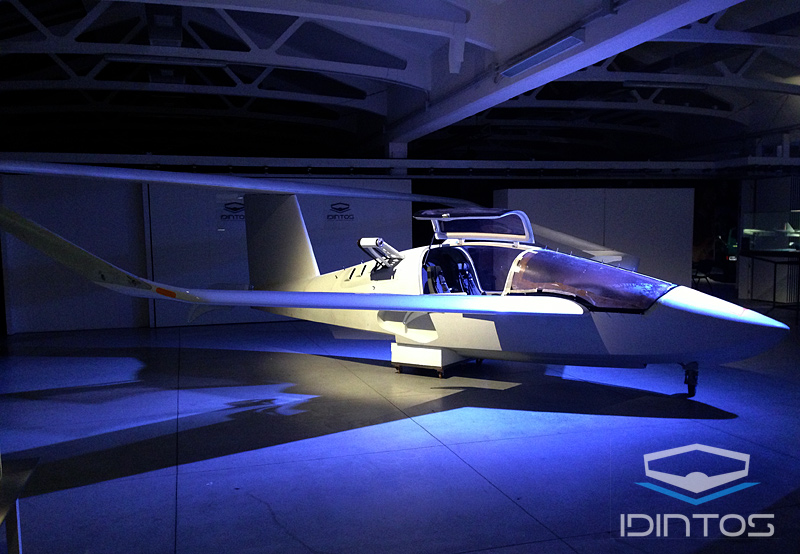
Полномасштабный прототип сверхлёгкой амфибии IDINTOS
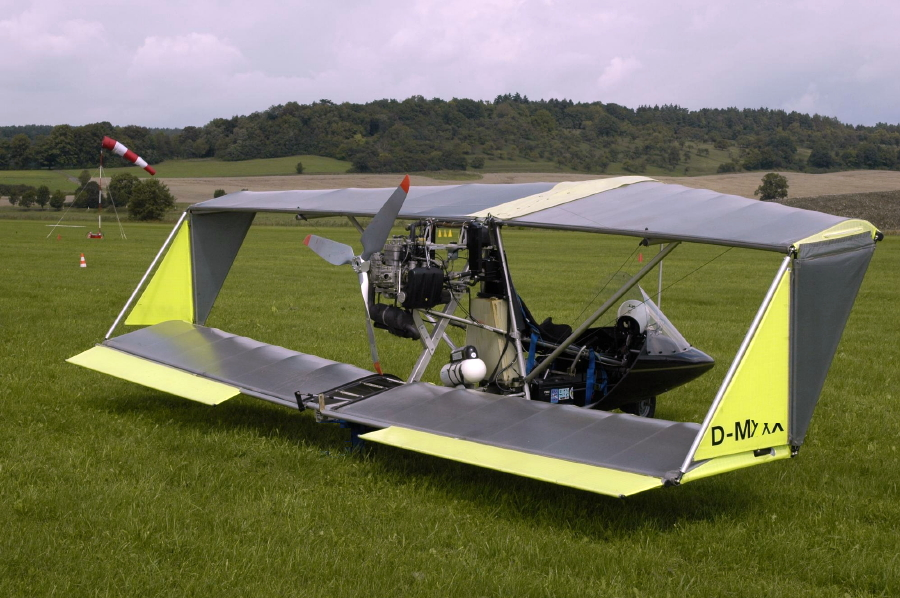
Немецкий самолёт Sunny[нем.]